# Polygraphie
Le mot polygraphie désigne la présence conjointe ou successive de deux ou plusieurs graphies, une graphie étant ici un texte ou une graphie musicale ou une graphie chorégraphique, etc.
Par exemple, un ouvrage donnant la mélodie, l'accompagnement et les paroles de standards de jazz est dit polygraphie - in article Real Book.

## Imprimerie
Hercule Florence inventa et utilisa un moyen d'impression qui ne nécessite pas de presse, appelé Polygraphie, dès 1831.

## Stéganographie
Johannes Trithemius a donné en 1462 le titre de Polygraphie à un ouvrage de stéganographie. Il y a un texte "apparent" et, à l'intérieur de celui-ci, organisé selon un code, un autre texte.

## Musique
Jean-Étienne Marie donne en 1957 le titre de Polygraphie à une pièce de musique.

## Coprésence de deux arts
Par exemple, lorsque Vincent Labaume articule un texte et une chorégraphie on parle de polygraphie.

## Coprésence de plusieurs regards sur un même objet de recherche
En 1995 Lüsebrink et Strugnell emploient le mot polygraphie dans le titre de l'ouvrage Histoire des deux Indes.
Dans l'article Henri Lefebvre on trouve "polygraphie par Léonie Sturge-Moore".

## Coprésence de deux manières d'écrire
Dans l'article Cadex Éditions, il est fait référence à l’"acide polygraphie de René Pons". 

## Coprésence de chapitres dont les référentiels viennent de plusieurs disciplines
Par exemple une thèse de doctorat multiréférentielle comporte :
- un chapitre dit technographie - terme-concept proposé par Yves Jeanneret (2002)
- une médiographie - terme-concept proposé par Régis Debray (1991)
- une praxéographie - terme-concept proposé par Jean Bazin (2000)
- une systémographie - terme-concept proposé par Buckminster Fuller (1979)
- une épistémographie - terme-concept proposé par Patrick Gunkel (1997)